# پاتادا
پاتادا (به ایتالیایی: Pattada) یک کومونه در ایتالیا است که در استان ساساری واقع شده‌است.

## خصوصیات
پاتادا ۱۶۴٫۹ کیلومترمربع مساحت و ۳٬۲۸۳ نفر جمعیت دارد و ۷۷۸ متر بالاتر از سطح دریا واقع شده‌است.